# SuperQuinquin
Pour les articles homonymes, voir Quinquin.
SuperQuinquin est un supermarché coopératif et participatif basé à Fives, un quartier de Lille.

## Historique
Lancé en avril 2017, son slogan est « Le supermarché dont tu es le héros ». Il est construit sur le modèle de Park Slope Food Coop à New York et La Louve à Paris.
Chaque client du supermarché doit payer une cotisation entre 10 et 100 euros en fonction de la coopérative (10 euros pour les étudiants et bénéficiaires de minima sociaux), et s'occuper trois heures par mois de la coopérative (réceptionner les commandes, remplir les rayonnages, découper les fromages, tenir la caisse), ; ils sont appelés les coopérateurs.
À son lancement, le supermarché contient plus de 1 000 références, qui sont en majorité des produits bio et locaux.
À partir d'octobre 2020, un nouveau supermarché est ouvert toujours dans le quartier de Fives. D'une surface de 400 m2, il contiendra plus 4 000 références, choisies par les coopérateurs.